# Massa Lombarda
Massa Lombarda – miejscowość i gmina we Włoszech, w regionie Emilia-Romania, w prowincji Rawenna.
Według danych na rok 2004 gminę zamieszkiwało 8506 osób, 229,9 os./km².